# Římskokatolická farnost Znojmo-Hradiště
Římskokatolická farnost Znojmo-Hradiště je územní společenství římských katolíků s farním kostelem svatého Hippolyta ve městě Znojmo ve znojemském děkanství.

## Historie farnosti
Hradiště bylo v 9. a 10. století významným sídelním centrem Velkomoravské říše a právě v místech dnešního kostela sv. Hippolyta vznikla na konci 9. století první církevní stavba ve Znojmě a jedna z nejstarších sakrálních staveb v českých zemích vůbec. Zasvěcení kostela napovídá, že svůj podíl na založení měli patrně benediktýnští mnichové z opatství sv. Hippolyta ve Východní marce (dnešní St. Pölten v Dolním Rakousku). Kostel přečkal zánik velkomoravské státnosti a sloužil ještě prvním přemyslovským držitelům Znojma v 11. století, kdy při kostele vzniklo světské proboštství. Roku 1240 daroval král Václav I. Hradiště křižovníkům s červenou hvězdou, v jejichž držení je kostel s klášterem dodnes. Na konci 13. století postavili křížovníci na velkomoravských základech nový gotický kostel s klášterem. K další přestavbě klášterního areálu došlo po třicetileté válce. Kostel dostal svoji současnou barokně-klasicistní podobu ve druhé polovině 18. století.

## Duchovní správci
Farnost spravují křižovníci. Administrátorem excurrendo je od 5. února 2002 R. D. Josef Hudec, OCr.

## Bohoslužby
| Kostel            | Místo  | Bohoslužba (den) | Hodina     | Poznámka     |
| ----------------- | ------ | ---------------- | ---------- | ------------ |
| svatého Hippolyta | Znojmo | neděle pátek     | 10.30 8.00 | Farní kostel |

## Aktivity ve farnosti
Dnem vzájemných modliteb farností za bohoslovce a bohoslovců za farnosti brněnské diecéze je 26. února. Adorační den připadá na 13. srpen.
Ve farnosti se pravidelně koná tříkrálová sbírka. V roce 2017 činil její výtěžek na území Znojma 147 365 korun.